# Rozstrzygnięcie nadzorcze
Rozstrzygnięcie nadzorcze – akt deklaratoryjny stwierdzający nieważność niezgodnej z prawem uchwały lub zarządzenia jednostki samorządu terytorialnego, tym samym eliminujący je z obrotu prawnego. Wojewoda stwierdza nieważność w ciągu 30 dni od chwili przedłożenia uchwały lub zarządzenia. Stwierdzenie przez organ nadzoru z mocy prawa wstrzymuje wykonanie aktu nim objętego z chwilą doręczenia rozstrzygnięcia. Nieważnością może być objęty akt w całości lub części. Rozstrzygnięcie może być zaskarżone przez jednostkę samorządu terytorialnego w ciągu 30 dni od doręczenia rozstrzygnięcia.